# Opération Mars (Tunisie)
Ne doit pas être confondu avec Opération Mars.
 (août 2024).
Si vous disposez d'ouvrages ou d'articles de référence ou si vous connaissez des sites web de qualité traitant du thème abordé ici, merci de compléter l'article en donnant les références utiles à sa vérifiabilité et en les liant à la section « Notes et références ».
L'opération Mars est une série d'interventions militaires et politiques menées par la France dans la région du cap Bon, au nord-est de la Tunisie, entre 1951 et 1956. Ce chapitre illustre la lutte entre les forces coloniales françaises et les nationalistes tunisiens, qui aboutit à l'indépendance de la Tunisie.
Les évènements majeurs ont lieu du 28 janvier au 1er février 1952 ; le cap Bon devient alors le théâtre d'opérations militaires violentes menées par la Légion étrangère sous le commandement du général Pierre Garbay. Ces opérations sont marquées par des pillages, des destructions, des exécutions sommaires et des viols, exacerbant la résistance tunisienne dans la région et ailleurs. L'historienne Georgette Elgey, dans son Histoire de la IVe République, confirme un nombre de 200 pour les civils tués.

## Contexte historique
En 1952, la Tunisie est sous protectorat français depuis 1881. Ce régime, bien que nominalement un « territoire protégé », fonctionne de facto comme une occupation où la « sécurité militaire » est maintenue par la France, et où les pouvoirs législatif, administratif et judiciaire sont dominés par le résident général de France. Ce dernier a le pouvoir de promulguer des décrets et d'annuler toute décision des autorités locales. En 1951, les autorités françaises renforcent cette occupation en refusant les transferts de souveraineté demandés par les Tunisiens, affirmant ainsi le « caractère définitif » des liens entre la France et la Tunisie.
Or, les aspirations nationalistes montent en puissance. La population tunisienne est galvanisée par des dirigeants comme Habib Bourguiba (mouvance nationale), Farhat Hached (mouvance syndicale), Salah Ben Youssef (mouvance islamo-nationale) ainsi que par les antennes locales du Néo-Destour et de l'Union générale tunisienne du travail (UGTT), lesquels demandent de plus en plus fortement l'indépendance sinon l'autonomie. Cette période est marquée par une répression accrue de la part des autorités françaises, qui voient d'un mauvais œil ces aspirations à l'autonomie. La nomination de Jean de Hauteclocque comme résident général en janvier 1952 marque un durcissement significatif de la politique coloniale française.
Le président de la République française, Vincent Auriol, note lui-même le 3 décembre 1952 dans son journal : « On fait là-bas, actuellement et depuis longtemps, de l'administration directe ».

## Événements
Les événements du cap Bon, en janvier 1952, marquent une période particulièrement sombre de la lutte pour l'indépendance tunisienne. Cette région, située dans le nord-est du pays, est le théâtre d'une répression militaire brutale menée par les forces coloniales françaises. Les opérations, appelées « ratissages », visent à écraser les foyers de résistance nationaliste.

### Contexte et début des opérations
Jean de Hauteclocque est nommé résident général en Tunisie le 13 janvier, arrivant à Tunis à bord du croiseur Le Mercure. Il remplace Louis Périllier et témoigne rapidement d'une opposition farouche aux mouvements nationalistes, notamment en rencontrant le bey sans la présence des ministres, ce que ce dernier refuse.
Le 18 janvier, la situation s'aggrave avec l'arrestation de 150 militants nationalistes, communistes et néo-destouriens par De Hauteclocque. Sa politique répressive est résumée par sa maxime : « Jusqu'ici, nous avons bandé mou, maintenant il nous faut bander dur ». Ces arrestations provoquent une flambée de violences à travers le pays, notamment des grèves générales et des manifestations de rue organisées par le Néo-Destour.
La tension croissante explose après l'arrestation des dirigeants du Néo-Destour, entraînant une vague de grèves et de manifestations en Tunisie. L'UGTT appelle à la grève et les commerçants ferment leurs magasins. Les autorités, croyant pouvoir contrôler la situation en arrêtant les dirigeants, préfèrent l'intimidation à la violence.
Hédi Chaker et plusieurs délégués du parti sont arrêtés peu après le congrès, mais ces mesures ne font qu'alimenter l'insurrection. La grève générale décrétée le 18 janvier continue, accompagnée de manifestations violentes dans diverses régions, entraînant de nombreux blessés et morts.
Malgré cela, des incidents sanglants éclatent dès le jour-même dans la capitale, avec des morts et des blessés. La révolte s'intensifie à partir du 19 janvier, poussant le résident général à adopter une répression aveugle.

### Arrestations et répressions massives (janvier-février 1952)
À partir du 22 janvier, des affrontements plus sanglants surviennent dans le Sahel et au cap Bon. Le lendemain, à Moknine, une fusillade éclate lors d'une manifestation, et la situation dégénère en bataille rangée à Téboulba avec plusieurs morts et blessés.
Jean de Hauteclocque instaure le couvre-feu et l'état d'urgence à la suite de la mort - encore le 22 janvier - du colonel Durand à Sousse, alors qu'il tente de raisonner les manifestants au cours d'une émeute causant la mort de douze Tunisiens et faisant une trentaine de blessés. En faisant état de sa mort, le communiqué de la résidence générale prétend que « le colonel avait été atteint de deux coups de feu, alors qu'il parlementait avec les manifestants ». La réalité est que le colonel est mort des suites de coups de gourdin en bois d'olivier qu'un manifestant lui assène à la tête, après que l'officier a fait usage de son arme et que celle-ci s'est enrayée.
Le lieutenant de gendarmerie Vaché est assassiné à son tour le 23 janvier alors qu'il traverse la ville de Béni Khalled avec une patrouille. La répression violente des autorités ne réussit pas à calmer la situation, les populations locales continuant à résister malgré les arrestations et les sévices. Il interdit également le congrès du Néo-Destour et lance une opération de ratissage dans le cap Bon, aboutissant à l'arrestation de Habib Bourguiba et d'autres dirigeants nationalistes.

### Massacre du cap Bon
Le 28 janvier 1952, les troupes françaises lancent une opération militaire massive dans la région du cap Bon. Les villages de Tazarka, El Maâmoura et Béni Khiar sont sévèrement frappés pendant trois jours (28 janvier au 1er février). Les troupes françaises, équipées de blindés et de chars, procèdent à des perquisitions brutales, des actes de barbarie des viols et des destructions de biens.
La répression est d'une violence extrême, laissant derrière elle un lourd bilan humain : exécutions sommaires, pillages, viols et piétinement de bébés.
Selon une commission d'enquête menée par les ministres Mahmoud El Materi et Mohamed Ben Salem, au moins trente civils sont tués lors de ces opérations et les décombres de deux mosquées sont retrouvés souillés.

#### Témoignages locaux et tableau des exactions
Le rapport officiel présenté au Premier ministre tunisien par les ministres Hédi Materi et Mohamed Ben Salem, à l'issue d'une mission d'enquête les 8 et 9 février 1952 dans le cap Bon, documente les sévices infligés à la population civile dans plusieurs localités. Ce rapport fondé sur des constatations directes atteste d'actes de destruction, de violences sexuelles, d'exécutions sommaires, de profanations et de pillages systématiques.
Le tableau ci-dessous récapitule les faits les plus notables :
| Localité        | Violences sexuelles | Pillages / Dynamitage | Exécutions sommaires | Observations |
| --------------- | ------------------- | --------------------- | -------------------- | --- |
| Tazarka         | Oui                 | Oui                   | Oui                  | Quatre nourrissons tués, femmes violées, maisons dynamitées, mosquée profanée, amende collective de 80 000 francs                       |
| Béni Khiar      | Oui                 | Oui                   | Oui                  | Huit maisons dynamitées, bibliothèque brûlée, mutilé enterré vivant, homme tué alors qu'il urinait, amende de 100 000 francs.           |
| El Maâmoura     | Oui                 | Oui                   | Oui                  | Exécution d'un jeune homme en public, zaouïa dynamitée, femme enceinte battue et ayant accouché d'un enfant mort-né, amende collective. |
| Kélibia         | Oui                 | Oui                   | Oui                  | Plusieurs exécutions, pillages généralisés, bibliothèques et coffres-forts pillés, voitures incendiées.                                 |
| Hammam Ghezèze  | Oui                 | Oui                   | Oui                  | Trois meurtres confirmés, deux viols sous la menace d'arme, dynamitages ciblés.                                                         |
| Nabeul          | Non précisé         | Oui                   | Oui                  | Cinq morts lors de la manifestation du 20 janvier, maison pillée, biens de grande valeur emportés.                                      |
| Menzel Bouzelfa | Non précisé         | Oui                   | Non précisé          | Marché détruit, trente gourbis incendiés, déportations, femmes et enfants errants.                                                      |
| Béni Khalled    | Non précisé         | Oui                   | Non précisé          | Passage de tanks, maisons détruites, pillages.                                                                                          |
| Oulad El Khatef | Non précisé         | Non précisé           | Oui                  | Deux morts, dont un sourd-muet ne pouvant répondre aux injonctions militaires.                                                          |
| El Haouaria     | Non précisé         | Oui                   | Non précisé          | Boutiques et maisons pillées, destructions.                                                                                             |
| Hammamet        | Non précisé         | Non précisé           | Oui                  | Deux morts lors de la manifestation du 20 janvier.                                                                                      |

### Nature des opérations
Les opérations dans le cap Bon sont caractérisées par un déploiement disproportionné de la force. Des tanks et des troupes lourdement armées sont déployés dans des villages, transformant ce qui devait être une « opération de police » en véritable campagne militaire. Les fermes et les maisons sont pillées et incendiées, les habitants maltraités et parfois exécutés sans jugement.
Les arrestations arbitraires de plus de 2 000 personnes conduisent à des internement dans le camp de concentration de Servière à Fondouk Jedid (transformé à l'indépendance en académie militaire). Un correspondant de l'Associated Press écrit après sa visite à Tazarka : « Il s'agit de crimes prémédités, d'expéditions punitives minutieusement organisées et effectuées avec une sauvagerie implacable ».

### Répression coloniale et mouvement national tunisien
Ces événements ont des répercussions profondes, intensifiant le mouvement national tunisien et attirant l'attention internationale. Les brutalités commises par les forces françaises sont largement condamnées, notamment par la presse américaine. Les « ratissages » du cap Bon en janvier 1952 sont perçus comme des actes de guerre visant à étouffer toute résistance et à maintenir l'ordre colonial par la terreur, ce qui galvanise davantage les nationalistes tunisiens, renforçant leur détermination à lutter pour l'indépendance.
Le mouvement national, structuré autour du Néo-Destour de Habib Bourguiba et de l'UGTT de Farhat Hached, se renforce significativement après ces événements, malgré les arrestations massives et la répression violente, en mobilisant la population par le biais de grèves générales, de manifestations et de diverses formes de résistance.

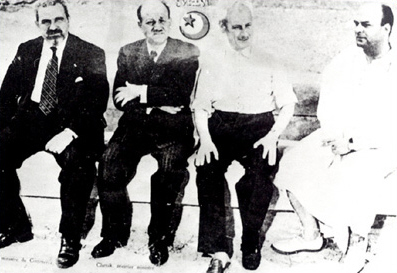
Ministres du cabinet Chenik exilés : de gauche à droite Mzali, Chenik, El Materi et Ben Salem.

Sur le plan politique, ces événements exacerbent les tensions entre la Tunisie et la France, le gouvernement tunisien, sous la direction de Lamine Bey, refusant de céder aux demandes françaises de limoger les ministres nationalistes. Le 26 mars 1952, Jean de Hauteclocque, appliquant une politique répressive rigoureuse, ordonna l'arrestation de plusieurs ministres tunisiens, dont M'hamed Chenik, Mahmoud El Materi, Mohamed Salah Mzali et Mohamed Ben Salem, à la suite d'un ultimatum infructueux émis le 25 mars exigeant le départ du gouvernement dirigé par Chenik. La déportation de ces ministres dans le Sud du pays - à Remada - et le maintien de Bourguiba en détention illustrent la détermination des autorités françaises visant à décapiter le mouvement nationaliste en éliminant ses principaux dirigeants, considérés comme complices de l'insurrection contre l'autorité coloniale.
L'assassinat en décembre 1952 de Hached, leader syndicaliste et symbole de la résistance tunisienne, par La Main rouge, un groupe paramilitaire lié aux services secrets français, marque un tournant dans la lutte pour l'indépendance, mobilisant l'opinion publique tunisienne et internationale contre la présence française.

## Responsabilité de Jean de Hauteclocque et de la Légion étrangère
Jean de Hauteclocque, avec sa politique de répression sévère, est un acteur central de cette période. Arrivé en Tunisie en janvier 1952, il déclare immédiatement son intention de durcir la répression contre les mouvements nationalistes. Sa politique se caractérise par des arrestations massives, des déportations et des opérations militaires brutales. Hauteclocque justifie ses actions comme nécessaires pour maintenir l'ordre colonial et réprimer les velléités d'indépendance.
Le général Pierre Garbay, qui commande les troupes engagées dans le « ratissage » du cap Bon, déclare pour sa part que « les viols et les avortements » font « partie du folklore tunisien », ajoutant : « Les femmes se vantaient — elles en sont revenues depuis — d'avoir été violées et les étudiants, après s'être assurés qu'elles étaient mariées, s'offraient généreusement à les épouser pour effacer l'outrage. On allait même jusqu'à photographier le sexe d'une femme qui avait des égratignures aux fesses et à présenter au bey ce tableau suggestif que Son Altesse considérait d'ailleurs avec un intérêt évident ».

## Rôle de Robert Verdier
Robert Verdier, député français et membre influent du Mouvement républicain populaire, joua un rôle crucial en dénonçant publiquement les exactions commises par les forces coloniales françaises en Tunisie. Lors de son intervention devant l'Assemblée nationale le 5 juin 1952, Verdier critique fermement les opérations militaires, notamment les destructions systématiques de maisons au cap Bon, qu'il décrit comme une stratégie délibérée d'intimidation envers la population tunisienne. Il s'appuie sur des rapports militaires français pour soutenir ses accusations. Son discours, basé sur des preuves solides et des témoignages, contribue à sensibiliser davantage l'opinion publique française et internationale sur la situation en Tunisie et sur la nécessité d'une réforme immédiate du régime colonial.

## Conclusion
L'opération Mars révèle les difficultés de la France à maintenir son emprise sur la Tunisie face à un mouvement nationaliste de plus en plus résolu. Les événements de cette période, marqués par des actes de violence extrême, ont non seulement façonné le cours de l'histoire de la Tunisie mais ont également influencé les politiques décolonisatrices dans d'autres parties de l'Afrique et du monde. Les massacres du cap Bon et le coup de force du 26 mars 1952 constituent des épisodes tragiques de l'histoire tunisienne, révélant la brutalité de la répression coloniale et l'intensité de la lutte pour l'indépendance. Ces événements sont un tournant dans la résistance tunisienne, renforçant la détermination du peuple à obtenir sa souveraineté. Sous la pression internationale et face à une résistance interne croissante, la France entame des négociations avec les dirigeants tunisiens. Ces pourparlers aboutissent à l'autonomie interne en 1955, suivie par la proclamation de l'indépendance complète de la Tunisie le 20 mars 1956.